# 葛武社区
葛武社区，是中华人民共和国江苏省盐城市盐都区下辖的一个乡镇级行政单位。

## 行政区划
葛武社区下辖以下地区：
葛武社区、育才社区和郝荣村。